# Canton d'Aix-Villemaur-Pâlis
Pour les articles homonymes, voir Aix et Othe (homonymie).
Le canton d'Aix-Villemaur-Pâlis, précédemment appelé canton d'Aix-en-Othe, est une circonscription électorale française située dans le département de l'Aube et la région Grand Est.
À la suite du redécoupage cantonal de 2014, les limites territoriales du canton sont remaniées. Le nombre de communes du canton passe de 10 à 38.

## Histoire
Le canton d'Aix-en-Othe a été créé en 1801.
Un nouveau découpage territorial de l'Aube (département) entre en vigueur à l'occasion des élections départementales de mars 2015, défini par le décret du 21 février 2014, en application des lois du 17 mai 2013 (loi organique 2013-402 et loi 2013-403). Les conseillers départementaux sont, à compter de ces élections, élus au scrutin majoritaire binominal mixte. Les électeurs de chaque canton élisent au Conseil départemental, nouvelle appellation du Conseil général, deux membres de sexe différent, qui se présentent en binôme de candidats. Les conseillers départementaux sont élus pour six ans au scrutin binominal majoritaire à deux tours, l'accès au second tour nécessitant 12,5 % des inscrits au premier tour. En outre la totalité des conseillers départementaux est renouvelée. Ce nouveau mode de scrutin nécessite un redécoupage des cantons dont le nombre est divisé par deux avec arrondi à l'unité impaire supérieure si ce nombre n'est pas entier impair, assorti de conditions de seuils minimaux. Dans l'Aube, le nombre de cantons passe ainsi de 33 à 17. Le nombre de communes du canton d'Aix-en-Othe passe de 10 à 38.
Le nouveau canton d'Aix-en-Othe est formé de communes des anciens cantons d'Aix-en-Othe (10 communes), d'Ervy-le-Châtel (16 communes), d'Estissac (10 communes) et de Marcilly-le-Hayer (2 communes). Avec ce redécoupage administratif, le territoire du canton s'affranchit des limites d'arrondissements, avec 36 communes incluses dans l'arrondissement de Troyes et 2 dans l'arrondissement de Nogent-sur-Seine. Le bureau centralisateur est situé à Aix-en-Othe.
À la suite de la création de la commune nouvelle d'Aix-Villemaur-Pâlis le 1er janvier 2016, cette dernière devient bureau centralisateur.
Le canton prend sa dénomination actuelle par décret du 24 février 2021.

## Géographie
Ce canton est organisé autour d'Aix-en-Othe dans l'arrondissement de Troyes et de Nogent-sur-Seine. Son altitude moyenne est de 161 m.

## Représentation

### Conseillers généraux de 1833 à 2015
| Période         | Période          | Identité                  | Étiquette          | Qualité |
| --------------- | ---------------- | ------------------------- | ------------------ | --- |
| 1833            | 1834 (démission) | Adolphe Bouillat          |                    | Propriétaire à Aix-en-Othe                                                                                          |
| 1834            | 1848 (décès)     | Vicomte Gabriel Rambourgt |                    | Général, Maréchal-de-camp Maire de Saint-Martin-ès-Vignes                                                           |
| 1849            | 1855             | Alexis Vérollot           |                    | Propriétaire, maire de Rigny-le-Ferron, suppléant du juge de paix à Aix-en-Othe, ancien conseiller d'arrondissement |
| 1855            | 1864             | Désiré Argence            | Centre droit       | Avocat - Maire de Troyes (1859-1870) Député (1869-1870)                                                             |
| 1864            | 1865             | Victor Babeau             |                    | Avocat et propriétaire à Troyes                                                                                     |
| 1865            | 1871             | Désiré Argence            | Centre droit       | Avocat - Maire de Troyes (1859-1870) Député (1869-1870)                                                             |
| 1871            | 1874             | Edmond Mocqueris          | Républicain        | Avocat - Propriétaire à Troyes Ancien Préfet de l'Aube                                                              |
| 1874            | 1882             | Stanislas Baltet          | Républicain        | Entrepreneur de menuiserie Conseiller municipal de Troyes                                                           |
| 1882            | 1892             | Charles Aubert            |                    | Négociant - Maire d'Aix-en-Othe                                                                                     |
| 1892            | 1897 (décès)     | Victor Lafaist            | Républicain        | Propriétaire, maire d'Aix-en-Othe                                                                                   |
| 1897            | 1919             | Eugène Tricoche-Maillard  | Rad.               | Propriétaire à Aix-en-Othe, conseiller d'arrondissement                                                             |
| 1919            | 1940             | Ernest Gabut              | URD                | Bonnetier à Aix-en-Othe                                                                                             |
|                 |                  |                           |                    | |
| 1945            | 1951             | Paul Becker               | PCF                | Pâtissier-confiseur à Aix-en-Othe                                                                                   |
| 1951            | 1960 (décès)     | Germain Audinot           | PPUS               | Cultivateur - Maire de Vulaines                                                                                     |
| 10 juillet 1960 | 1970             | Antonin Blondin           | SFIO               | Directeur d'école à Aix-en-Othe                                                                                     |
| 1970            | 1994             | André Leméland            | Rad. puis UDF-Rad. | Avocat à Troyes - Maire d'Aix-en-Othe                                                                               |
| 1994            | 2015             | Marc Domèce               | RPR-UMP            | Retraité, Aix-en-Othe                                                                                               |

### Conseillers d'arrondissement (de 1833 à 1940)
| Période                                  | Période          | Identité                          | Étiquette   | Qualité |
| ---------------------------------------- | ---------------- | --------------------------------- | ----------- | --- |
| 1833                                     | 1845             | Jean-Baptiste Antoine Guyot-Gerdy |             | Propriétaire, maire de Maraye-en-Othe                                                                       |
| 1845                                     | 1848             | Alexis Vérollot                   |             | Maire de Rigny-le-Ferron                                                                                    |
|                                          |                  |                                   |             | |
| 1871                                     | 1879 (démission) | Hilaire Quinquarlet (1821-1882)   |             | Fabricant de bonneterie à Aix-en-Othe                                                                       |
| 1879                                     |                  | Charles Casimir Noël, dit Pistouf | Républicain | Limonadier, maire de Saint-Mards-en-Othe                                                                    |
|                                          |                  |                                   |             | |
|                                          | 1897 (démission) | Eugène Tricoche-Maillard          | Rad.        | Propriétaire à Aix-en-Othe                                                                                  |
|                                          |                  |                                   |             | |
| 1913                                     | 1925             | Albert Thuillier                  | Radical     | Industriel, maire d'Aix-en-Othe                                                                             |
| 1925                                     | 1940             | Raymond Michel                    | Radical     | Maire de Maraye-en-Othe                                                                                     |
| 1940                                     |                  |                                   |             | Les conseils d'arrondissement ont été suspendus par la loi du 12 octobre 1940 et n'ont jamais été réactivés |
| Les données manquantes sont à compléter. |                  |                                   |             | |

### Conseillers départementaux depuis 2015
| Période élective | Période élective | Mandat         | Mandat       | Identité           | Nuance | Nuance | Qualité                                                                                |
| ---------------- | ---------------- | -------------- | ------------ | ------------------ | ------ | ------ | -------------------------------------------------------------------------------------- |
| 2015             | 2021             | 2015           | 2021         | Didier Leprince    |        | LR     | Cadre d'entreprise, maire de Fontvannes Ancien conseiller général du Canton d'Estissac |
| 2015             | 2021             | 2015           | 2018 (décès) | Pauline Steiner    |        | LR     | Présidente du conseil de développement du pays d'Armance Présidente des ADMR de l'Aube |
| 2015             | 2021             | septembre 2018 | 2021         | Michelle Lhuillier |        | DVD    | Couturière en retraite Maire de Chessy-les-Prés (2014-2020)                            |
| 2021             | 2028             | 2021           | en cours     | Nelly Deleligne    |        | DVD    | Ancienne maire de Montfey (2014-2020)                                                  |
| 2021             | 2028             | 2021           | en cours     | Didier Leprince    |        | LR     | Conseiller sortant                                                                     |

### Résultats détaillés

#### Élections de mars 2015
À l'issue du premier tour des élections départementales de 2015, deux binômes sont en ballottage : Didier Leprince et Pauline Steiner (UMP, 44,59 %) et Marie-Pierre Amilhau et Vladimir Tete (FN, 37,57 %). Le taux de participation est de 54,46 % (7 297 votants sur 13 398 inscrits) contre 50,14 % au niveau départemental et 50,17 % au niveau national.
Au second tour, Didier Leprince et Pauline Steiner (UMP) sont élus avec 59,27 % des suffrages exprimés et un taux de participation de 54,74 % (3 939 voix pour 7 334 votants et 13 398 inscrits).

#### Élections de juin 2021
Le premier tour des élections départementales de 2021 est marqué par un très faible taux de participation (33,26 % au niveau national). Dans le canton d'Aix-Villemaur-Pâlis, ce taux de participation est de 38,04 % (5 142 votants sur 13 516 inscrits) contre 32,18 % au niveau départemental. À l'issue de ce premier tour, deux binômes sont en ballottage : Nelly Deleligne et Didier Leprince (Union au centre et à droite, 50,89 %) et Evelyne Henry et Éric Riché (RN, 29,7 %).
Le second tour des élections est marqué une nouvelle fois par une abstention massive équivalente au premier tour. Les taux de participation sont de 34,3 % au niveau national, 32,31 % dans le département et 37,14 % dans le canton d'Aix-Villemaur-Pâlis. Nelly Deleligne et Didier Leprince (Union au centre et à droite) sont élus avec 68,96 % des suffrages exprimés (3 202 voix pour 5 017 votants et 13 507 inscrits),,. 

## Composition

### Composition avant 2015
Le canton d'Aix-en-Othe regroupait dix communes.
| Nom                     | Code Insee | Codepostal | Superficie (km2) | Population (dernière pop. légale) | Densité (hab./km2) |
| ----------------------- | ---------- | ---------- | ---------------- | --------------------------------- | ------------------ |
| Aix-en-Othe (chef-lieu) | 10003      | 10160      | 34,76            | 2 467 (2012)                      | 71                 |
| Bérulle                 | 10042      | 10160      | 16,50            | 259 (2012)                        | 16                 |
| Maraye-en-Othe          | 10222      | 10160      | 42,32            | 500 (2012)                        | 12                 |
| Nogent-en-Othe          | 10266      | 10160      | 9,06             | 40 (2012)                         | 4,4                |
| Paisy-Cosdon            | 10276      | 10160      | 17,84            | 338 (2012)                        | 19                 |
| Rigny-le-Ferron         | 10319      | 10160      | 19,05            | 366 (2012)                        | 19                 |
| Saint-Benoist-sur-Vanne | 10335      | 10160      | 16,68            | 235 (2012)                        | 14                 |
| Saint-Mards-en-Othe     | 10350      | 10160      | 31,40            | 658 (2012)                        | 21                 |
| Villemoiron-en-Othe     | 10417      | 10160      | 12,49            | 223 (2012)                        | 18                 |
| Vulaines                | 10444      | 10160      | 8,72             | 234 (2012)                        | 27                 |

### Composition à partir de 2015
À sa création en mars 2015, le canton d'Aix-en-Othe comprenait trente-huit communes entières.
Depuis la fusion d'Aix-en-Othe, de Palis et de Villemaur-sur-Vanne pour former la commune nouvelle d'Aix-Villemaur-Pâlis le 1er janvier 2016, le canton comprend trente-six communes.
| Nom                                         | Code Insee | Intercommunalité                     | Superficie (km2) | Population (dernière pop. légale) | Densité (hab./km2) | Modifier                                    |
| ------------------------------------------- | ---------- | ------------------------------------ | ---------------- | --------------------------------- | ------------------ | ------------------------------------------- |
| Aix-Villemaur-Pâlis (bureau centralisateur) | 10003      | CC du Pays d'Othe                    | 75,30            | 3 336 (2022)                      | 44                 | modifier les données · modifier les données |
| Auxon                                       | 10018      | CC du Chaourçois et du Val d'Armance | 25,49            | 934 (2022)                        | 37                 | modifier les données · modifier les données |
| Bercenay-en-Othe                            | 10037      | CC du Pays d'Othe                    | 17,85            | 419 (2022)                        | 23                 | modifier les données · modifier les données |
| Bérulle                                     | 10042      | CC du Pays d'Othe                    | 16,50            | 196 (2022)                        | 12                 | modifier les données · modifier les données |
| Bucey-en-Othe                               | 10066      | CA Troyes Champagne Métropole        | 13,03            | 433 (2022)                        | 33                 | modifier les données · modifier les données |
| Chamoy                                      | 10074      | CC du Chaourçois et du Val d'Armance | 16,70            | 503 (2022)                        | 30                 | modifier les données · modifier les données |
| Chennegy                                    | 10096      | CC du Pays d'Othe                    | 23,19            | 471 (2022)                        | 20                 | modifier les données · modifier les données |
| Chessy-les-Prés                             | 10099      | CC du Chaourçois et du Val d'Armance | 25,69            | 534 (2022)                        | 21                 | modifier les données · modifier les données |
| Coursan-en-Othe                             | 10107      | CC du Chaourçois et du Val d'Armance | 9,27             | 103 (2022)                        | 11                 | modifier les données · modifier les données |
| Courtaoult                                  | 10108      | CC du Chaourçois et du Val d'Armance | 8,36             | 90 (2022)                         | 11                 | modifier les données · modifier les données |
| Les Croûtes                                 | 10118      | CC du Chaourçois et du Val d'Armance | 7,11             | 96 (2022)                         | 14                 | modifier les données · modifier les données |
| Davrey                                      | 10122      | CC du Chaourçois et du Val d'Armance | 9,66             | 225 (2022)                        | 23                 | modifier les données · modifier les données |
| Eaux-Puiseaux                               | 10133      | CC du Chaourçois et du Val d'Armance | 8,61             | 251 (2022)                        | 29                 | modifier les données · modifier les données |
| Ervy-le-Châtel                              | 10140      | CC du Chaourçois et du Val d'Armance | 21,39            | 1 108 (2022)                      | 52                 | modifier les données · modifier les données |
| Estissac                                    | 10142      | CA Troyes Champagne Métropole        | 25,66            | 1 797 (2022)                      | 70                 | modifier les données · modifier les données |
| Fontvannes                                  | 10156      | CA Troyes Champagne Métropole        | 13,01            | 715 (2022)                        | 55                 | modifier les données · modifier les données |
| Maraye-en-Othe                              | 10222      | CC du Pays d'Othe                    | 42,32            | 429 (2022)                        | 10                 | modifier les données · modifier les données |
| Marolles-sous-Lignières                     | 10227      | CC du Chaourçois et du Val d'Armance | 15,12            | 363 (2022)                        | 24                 | modifier les données · modifier les données |
| Messon                                      | 10240      | CA Troyes Champagne Métropole        | 11,49            | 470 (2022)                        | 41                 | modifier les données · modifier les données |
| Montfey                                     | 10247      | CC du Chaourçois et du Val d'Armance | 11,49            | 115 (2022)                        | 10                 | modifier les données · modifier les données |
| Montigny-les-Monts                          | 10251      | CC du Chaourçois et du Val d'Armance | 14,63            | 250 (2022)                        | 17                 | modifier les données · modifier les données |
| Neuville-sur-Vanne                          | 10263      | CC du Pays d'Othe                    | 17,25            | 469 (2022)                        | 27                 | modifier les données · modifier les données |
| Nogent-en-Othe                              | 10266      | CC du Pays d'Othe                    | 9,06             | 44 (2022)                         | 4,9                | modifier les données · modifier les données |
| Paisy-Cosdon                                | 10276      | CC du Pays d'Othe                    | 17,84            | 334 (2022)                        | 19                 | modifier les données · modifier les données |
| Planty                                      | 10290      | CC du Pays d'Othe                    | 10,82            | 231 (2022)                        | 21                 | modifier les données · modifier les données |
| Prugny                                      | 10307      | CA Troyes Champagne Métropole        | 8,62             | 366 (2022)                        | 42                 | modifier les données · modifier les données |
| Racines                                     | 10312      | CC du Chaourçois et du Val d'Armance | 7,50             | 177 (2022)                        | 24                 | modifier les données · modifier les données |
| Rigny-le-Ferron                             | 10319      | CC du Pays d'Othe                    | 19,05            | 322 (2022)                        | 17                 | modifier les données · modifier les données |
| Saint-Benoist-sur-Vanne                     | 10335      | CC du Pays d'Othe                    | 16,68            | 229 (2022)                        | 14                 | modifier les données · modifier les données |
| Saint-Mards-en-Othe                         | 10350      | CC du Pays d'Othe                    | 31,40            | 639 (2022)                        | 20                 | modifier les données · modifier les données |
| Saint-Phal                                  | 10359      | CC du Chaourçois et du Val d'Armance | 33,27            | 517 (2022)                        | 16                 | modifier les données · modifier les données |
| Vauchassis                                  | 10396      | CA Troyes Champagne Métropole        | 24,17            | 498 (2022)                        | 21                 | modifier les données · modifier les données |
| Villemoiron-en-Othe                         | 10417      | CC du Pays d'Othe                    | 12,49            | 204 (2022)                        | 16                 | modifier les données · modifier les données |
| Villeneuve-au-Chemin                        | 10422      | CC du Chaourçois et du Val d'Armance | 3,35             | 196 (2022)                        | 59                 | modifier les données · modifier les données |
| Vosnon                                      | 10441      | CC du Chaourçois et du Val d'Armance | 12,83            | 237 (2022)                        | 18                 | modifier les données · modifier les données |
| Vulaines                                    | 10444      | CC du Pays d'Othe                    | 8,72             | 225 (2022)                        | 26                 | modifier les données · modifier les données |
| Canton d'Aix-Villemaur-Pâlis                | 1001       |                                      | 644,92           | 17 526 (2022)                     | 27                 | modifier les données                        |

## Démographie

### Démographie avant 2015
| 1962  | 1968  | 1975  | 1982  | 1990  | 1999  | 2006  | 2011  | 2012  |
| ----- | ----- | ----- | ----- | ----- | ----- | ----- | ----- | ----- |
| 5 306 | 4 941 | 4 715 | 4 647 | 4 561 | 4 613 | 5 061 | 5 311 | 5 320 |

### Démographie depuis 2015
En 2022, le canton comptait 17 526 habitants, en évolution de −3,22 % par rapport à 2016 (Aube : +0,7 %, France hors Mayotte : +2,11 %).
| 2013   | 2018   | 2022   |
| ------ | ------ | ------ |
| 18 096 | 17 902 | 17 526 |